# Miami-Dade Police Department

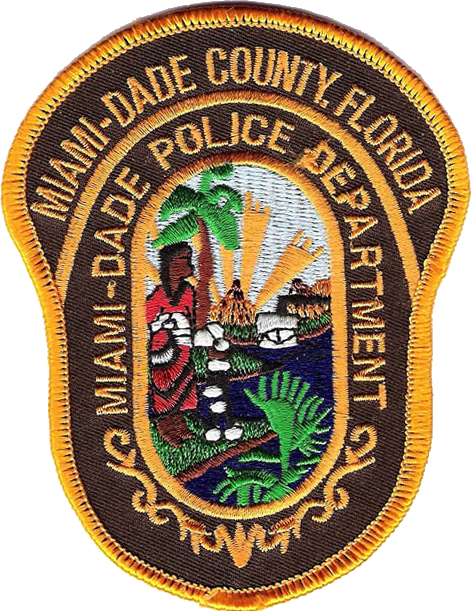
Ärmmärke på uniform för Miami-Dade Police Department.

Miami-Dade Police Department (förkortning: MDPD), tidigare Dade County Sheriff's Office (1836–1957); Dade County Public Safety Department (1957–1981) och Metro-Dade Police Department (1981–1997), åsyftar den lokala countypolisen under delstatlig jurisdiktion i Miami-Dade County i delstaten Florida. 
Poliskåren ansvar för allmän ordning och säkerhet i countyts landsbygdsområden. Ansvarsområdet omfattar inte countyts städer och andra tätorter, även om det finns ett samarbetsavtal mellan countypolisen och de kommunala poliskårerna i området. MPDP ansvarar dock för ordning och säkerhet vid alla fastigheter och anläggningar som ägs och drivs av Miami-Dade County. Kåren hade ca 4500 anställda och grundades 1836, som Dade County Sheriff's Office. 
MPDP är separat från staden Miamis poliskår, Miami Police Department (MPD).

## Organisation

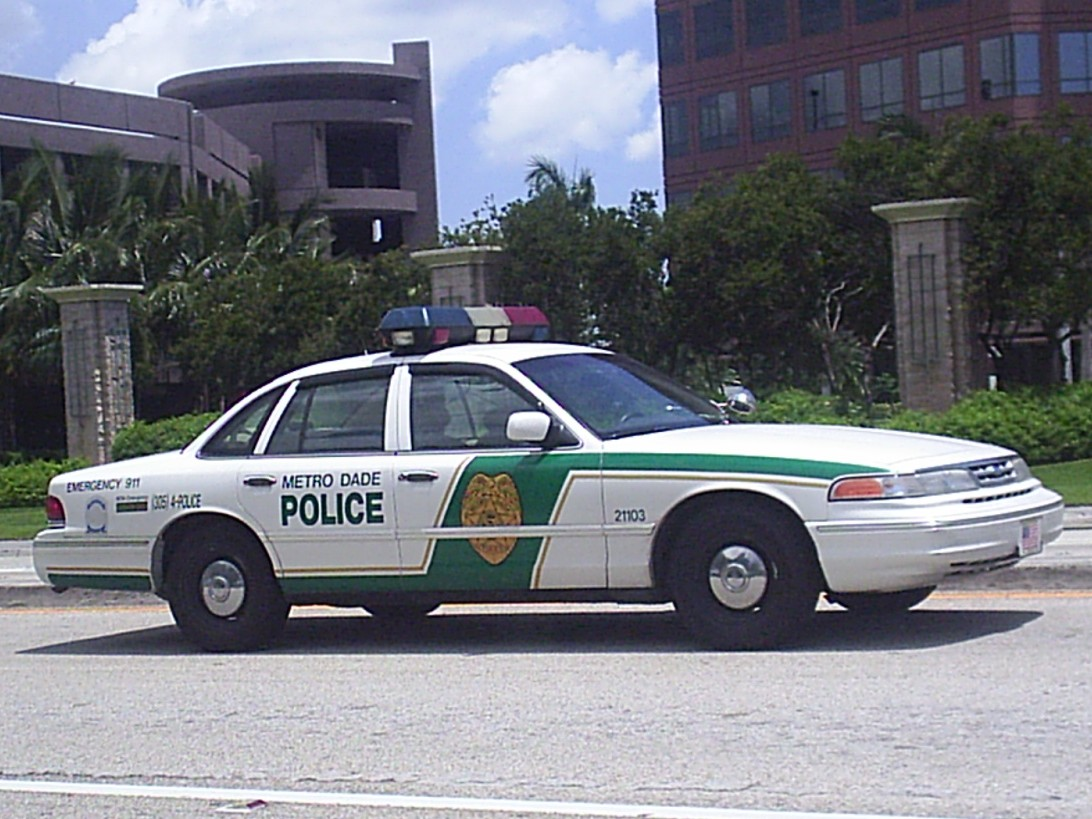
Polisbil från Miami-Dade Police Department, 2004.

- North Operations Division (norra operativa avdelningen)
  - Tre polisstationer samt ansvar för kontrakterad kommunal polisverksamhet i Miami Lakes.
- South Operations Division (södra operativa avdelningen)
  - Fyra polisstationer samt ansvar för kontrakterad kommunal polisverksamhet i Doral och Cutler Bay.
- Uniform Services Division (särskilda operativa avdelningen)
  - Airport Station (flygplatspolis vid Miami International Airport)
  - Police Operations Bureau (hamnpolis, polis vid Jackson Memorial Hospital, transportpolis för Metrorail m m)
  - Special Patrol Bureau (sjö- och flygspaning, sjöräddning, riktade trafikinsatser, trafikolyckor, polishundtjänst, personskydd, piketpolis, kravallpolis m m)
- Criminal Investigations Division (kriminalavdelning)
  - Domestic Crimes Bureau (familjebrottsroteln)
  - Homicide Bureau  (mordrotel)
  - Robbery Bureau (rånroteln)
  - Sexual Crimes Bureau (sexualbrottsroteln)
  - Crime Laboratory (kriminaltekniskt laboratorium)
  - Crime Scene Investigations (kriminalteknisk rotel)
- Special Investigations Division (Särskilda kriminalavdelningen)
  - Economic Crimes Bureau  (rotel för grova ekonomiska brott)
  - Narcotics Bureau (narkotikarotel)
  - Strategic and Specialized Investigations Bureau (rotel med ansvar för organiserad brottslighet, organiserade fordonstillgrepp, prostitution, spel och pornografi)
  - Warrants Bureau (rotel för förrymda brottslingar)
- Investigative Support Division
  - Property and Evidence Bureau (gods- och bevisrotel)
  - Court Services Bureau (domstolsrotel)
  - Psychological Services Section (polispsykologer)
- Administration and Technology Division (Administrativa och tekniska avdelningen)
  - Communications Bureau (sambandscentral för MDPD och 23 anslutna kommunala poliskårer)
  - Information Technology Systems Bureau (dataservice)
  - Central Records Bureau (centralt spaningsregister)

Källa: 

## Grader och gradbeteckningar
| Grad                  | Gradbeteckning           |
| --------------------- | ------------------------ |
| Director              |                          |
| Assistant Director    |                          |
| Police Division Chief |                          |
| Police Major          |                          |
| Bureau Commander      |                          |
| Police Captain        |                          |
| First Lieutenant      |                          |
| Police Supervisor     |                          |
| Police Lieutenant     |                          |
| Master Sergeant       |                          |
| Police Sergeant       |                          |
| Police Corporal       |                          |
| Police Officer        | bär ingen gradbeteckning |

## Populärkultur
Miami-Dade Police Department förekommer i många filmer och TV-serier såsom Miami Vice, Burn Notice,
Dexter (som "Miami Metro Police"), Nip/Tuck, Casino Royale, Scarface , CSI: Miami, Bad Boys, Bad Boys 2, Catch Me If You Can och True Lies.